# Trattato di Versailles (1758)
Il trattato di Versailles del 1758 seguì i due precedenti trattati omonimi firmati nel 1756 e nel 1757, nel contesto della guerra dei sette anni.
Malgrado riporti come date ufficiali il 30 e il 31 dicembre 1758, fu effettivamente siglato solo nel marzo 1759 e ratificato in maggio.
In mancanza della rapida vittoria sulla Prussia che la Francia si era aspettata dalla coalizione, il duca di Choiseul, che aveva sostituito il Bernis nella gestione del conflitto, aveva deciso di concentrare le risorse nella guerra contro la Gran Bretagna, pianificandone addirittura l'invasione.
Pur confermando i termini generali degli accordi precedenti, i sussidi francesi vennero quindi dimezzati e le truppe attive sul fronte del Reno ridotte a 100 000. In cambio la Francia rinunciava all'acquisizione del controllo sui Paesi Bassi austriaci tramite l'instaurazione di un governo fantoccio guidato da Filippo I di Parma.
I piani francesi di invasione non ebbero luogo per le ripetute sconfitte subite sui mari dalla flotta francese, al largo di Lagos in Portogallo e nella baia di Quiberon, nei pressi di Saint-Nazaire. In effetti il 1759 venne detto annus mirabilis per le ripetute vittorie conseguite dalla Gran Bretagna dopo anni difficili.